# Fő utca (Balkány)

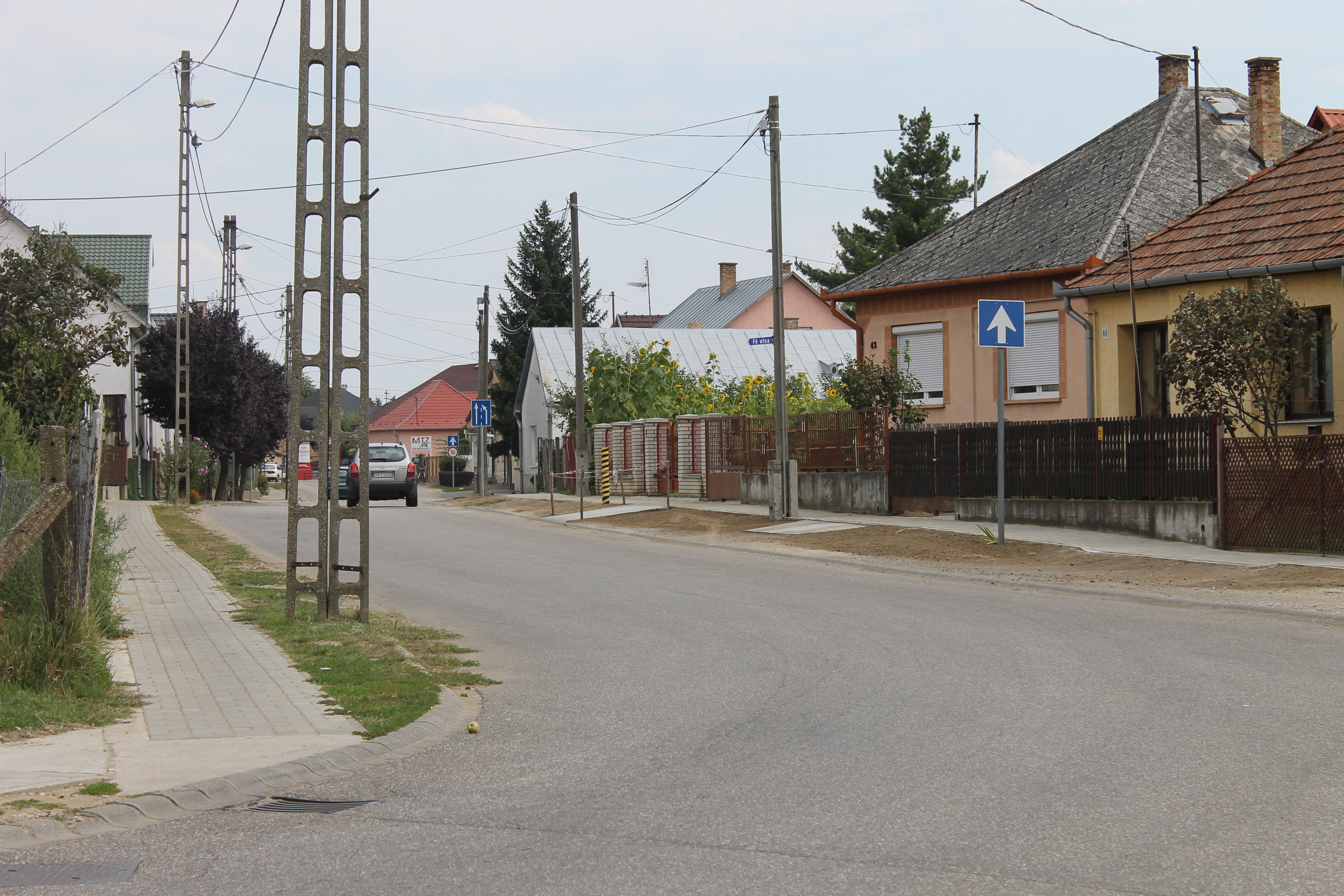
A Fő utca eleje a Kossuth Lajos térnél

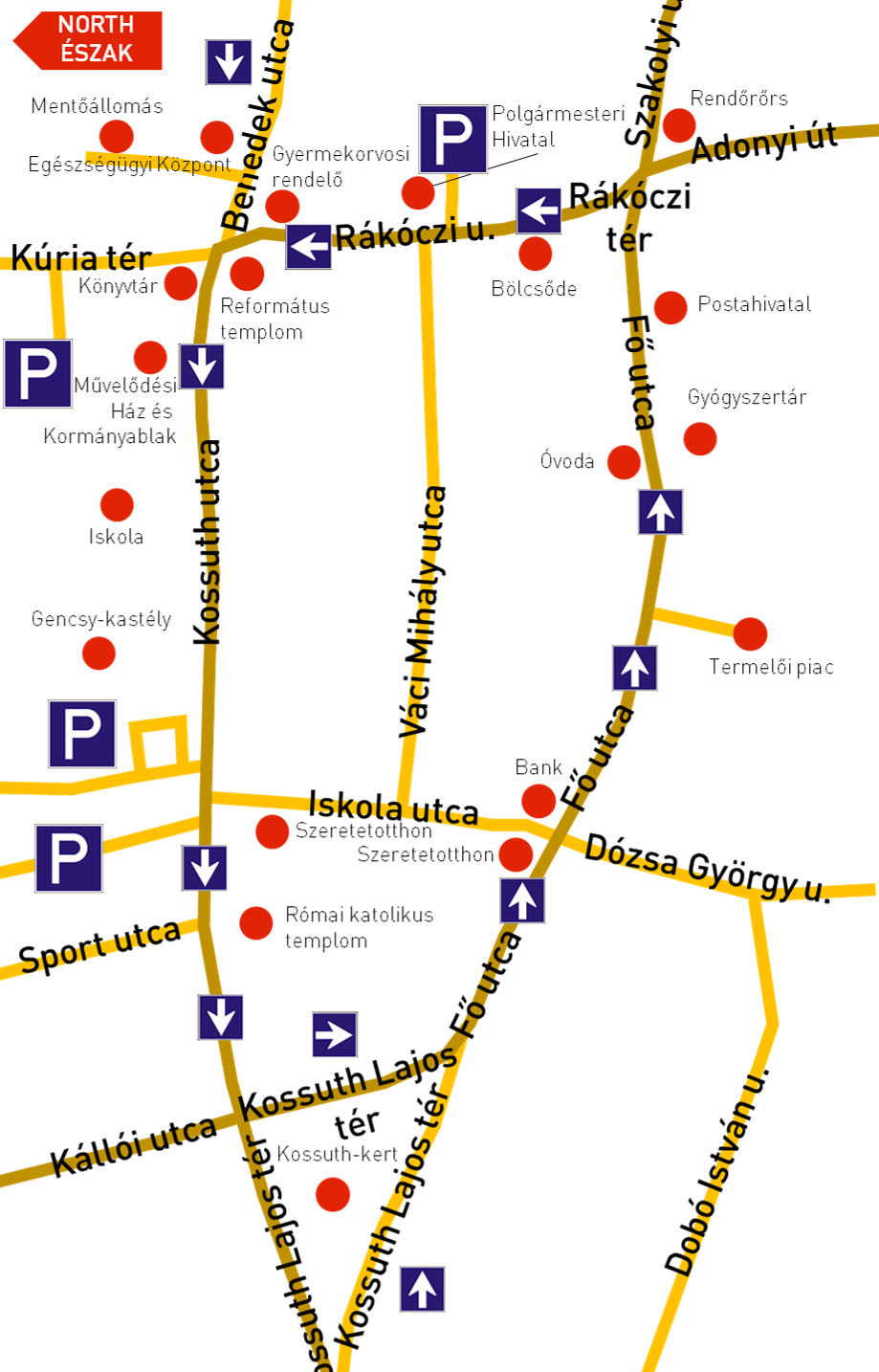
A balkányi belváros térképe

A Fő utca (korábban Ságvári utca) Balkány egyik legjelentősebb, legrégebbi utcája, része a 4102-es közútnak. A Kossuth Lajos tér délkeleti sarkából indul kelet felé, keresztezi az Iskola és Dózsa György utca találkozását, majd egyenesen halad tovább a Rákóczi tér irányába. Egyirányú, akárcsak a többi út a balkányi belvárosban. A városon áthaladó személyforgalom itt bonyolódik le, lévén, hogy az utca része a belvárosi körútnak. Az Iskola és Dózsa György utca kereszteződésétől a postahivatal épületéig csak egy sávon, a menetirány szerinti bal oldal használható, 30 km/h-s sebességkorlátozás mellett. Az út jobb oldala leállósáv jellegű parkoló 2006 óta, amikor felújították a teljes utat. Az utca házszámozása a menetiránnyal ellentétesen, a Rákóczi téren kezdődik.
Az utca névadója 2012. december 31-ét megelőzően Ságvári Endre volt.

## Fontosabb helyek
Itt épült fel a zsinagóga, mely ma a postahivatalnak ad otthont, a Szent Jácint Görögkatolikus Óvoda, a Szent Miklós Szeretetotthon, a Rákóczi téri Patika, a termelői piac, valamint a takarékszövetkezet is. Szintén a Fő utcán található meg a balkányi áruházak, boltok, üzletek többsége.
Fő tér néven a város legnagyobb forgalmat lebonyolító autóbusz-megállója található az utcán a Rákóczi tér és a postahivatal között.

### Szent Miklós Szeretetotthon és Menedékház
A Szent Miklós Szeretetotthon és Menedékház 1995-ben nyitotta meg kapuit az akkori Ságvári utcán. A Balkányi Görögkatolikus Egyházközség működteti. A házban 45 idős ember és 30 otthonról menekülni kényszerülő anya, leányanya és gyermek talált menedéket, 2004-ben. Itt rendezik minden év végén a hagyományőrző betlehemes műsor próbáit, melynek szereplői a város lakói. Az épületegyüttes a Fő és Iskola utca sarkán található a Fő utca 33. szám alatt.

### Szent Jácint Görögkatolikus Óvoda
Az első kisded óvoda 1909-ben létesült, ahol Szentgyörgyi Amália volt az egyetlen óvópedagógus. 1973-tól az óvoda önálló intézménnyé nőtte ki magát. A növekvő igények következtében 1980-ban bővítették, jelenleg az óvoda négy egységben, (Balkány–Fő u., Balkány–Szakolyi út, Abapuszta, Cibak) 10 csoporttal működő önálló intézmény, ahol 37 szakképzett dolgozó látja el a 270 gyermeket. 2011. május 2-től az önkormányzat pénzügyi gondjai miatt a Balkányi Görögkatolikus Egyházközség vette át az abapusztai, cibaki, és Fő utcai óvodák üzemeltetését. Az önkormányzat kezén a Szakolyi úti intézmény maradt meg. Az egyházi óvodák névadója Szent Jácint lett. Az óvoda a Fő utcán a 11-es házszám alatt található meg.

## Képek

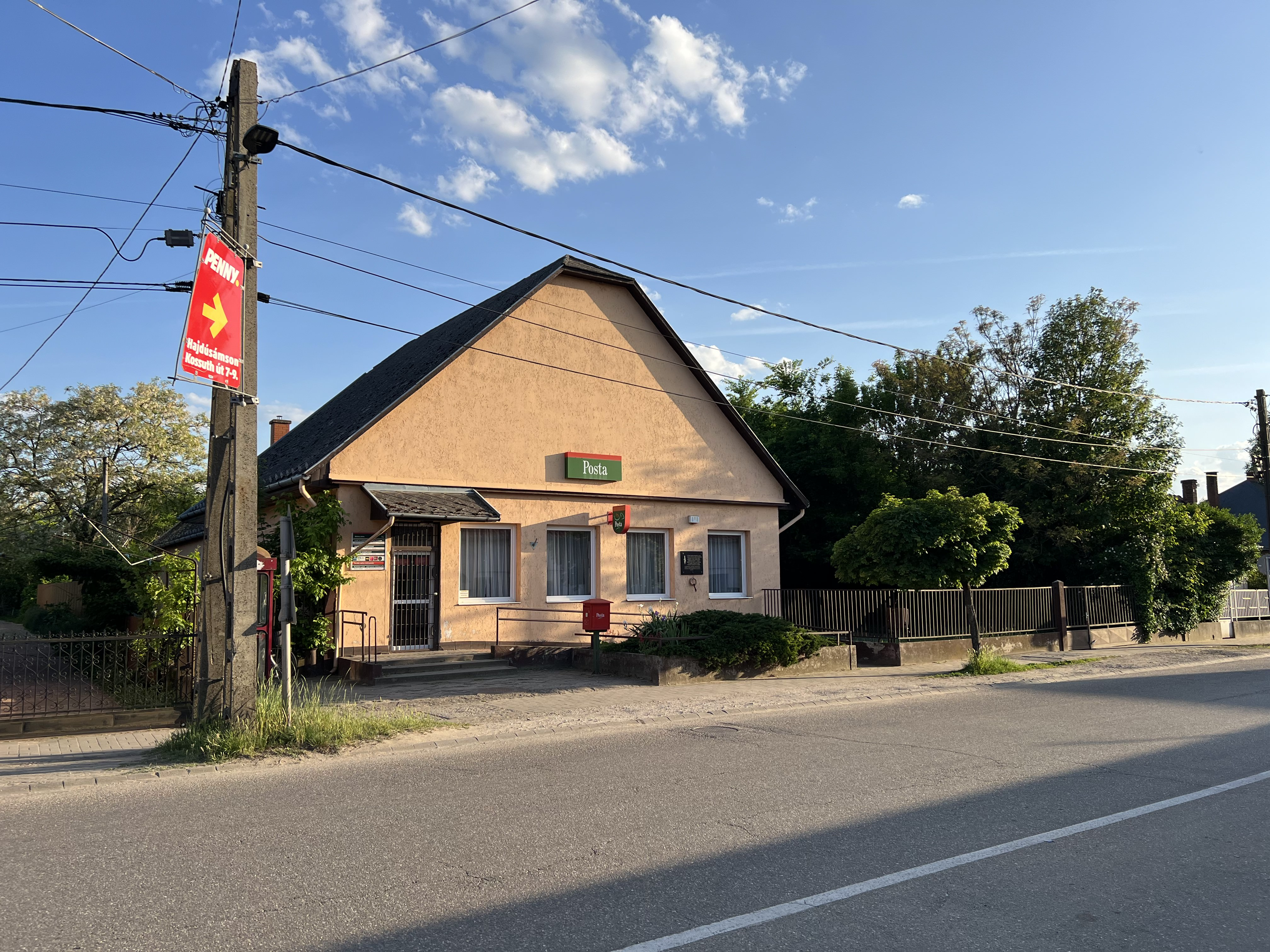
Az egykori zsinagóga, a postahivatal épülete (Fő utca 6.)
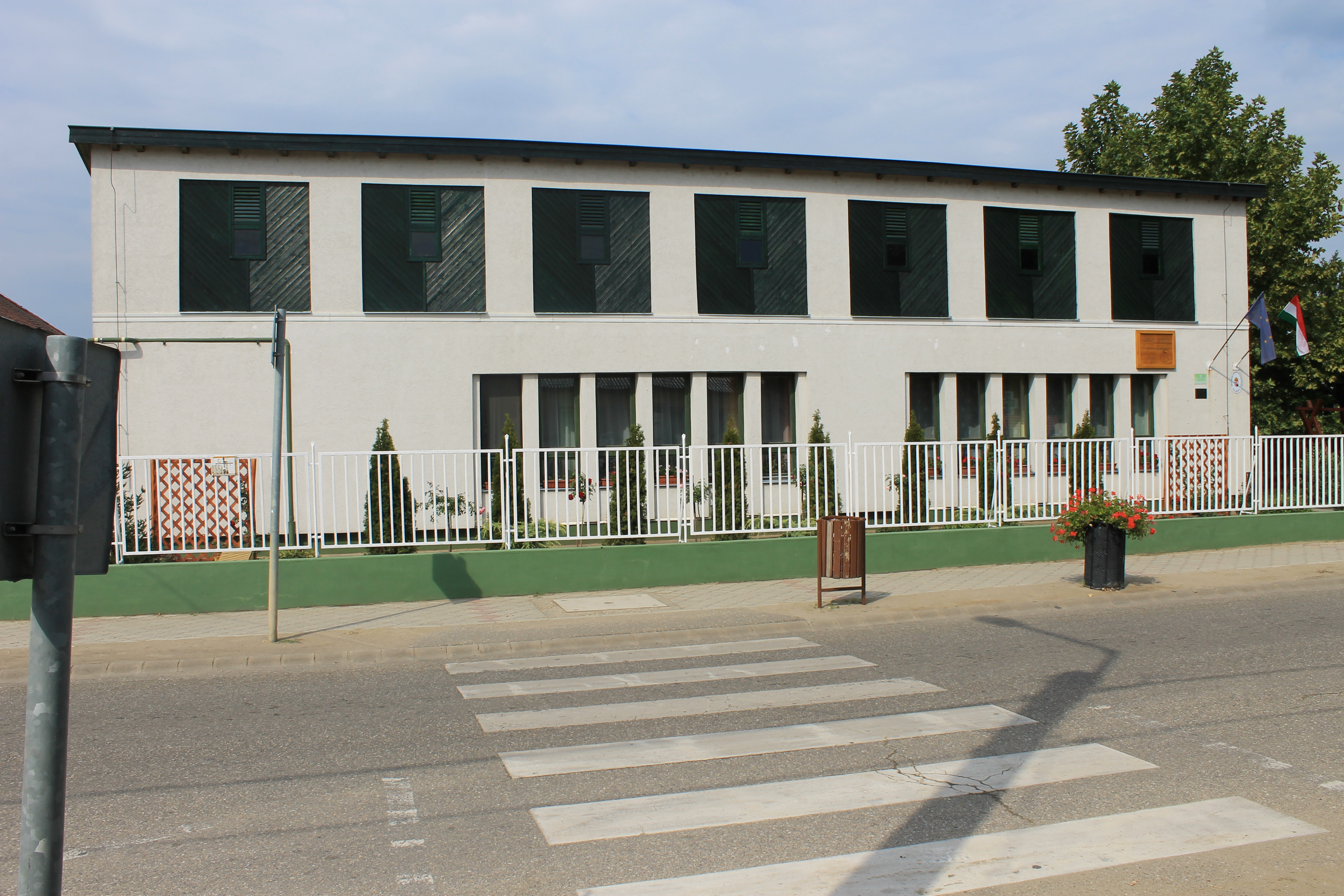
A Fő utcai Szent Jácint Görögkatolikus Óvoda (Fő utca 11.)
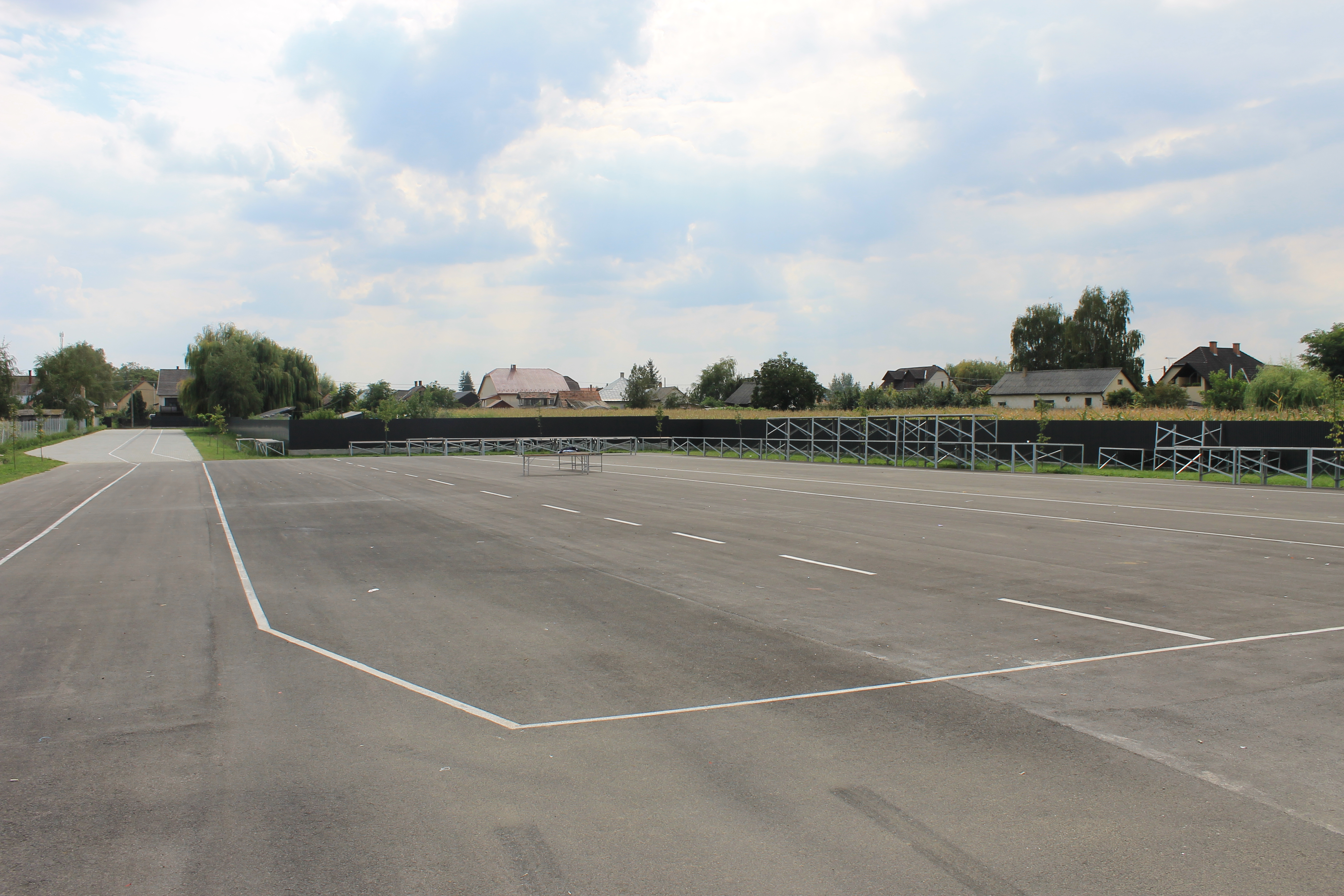
Termelői piac (Fő utca 20.)
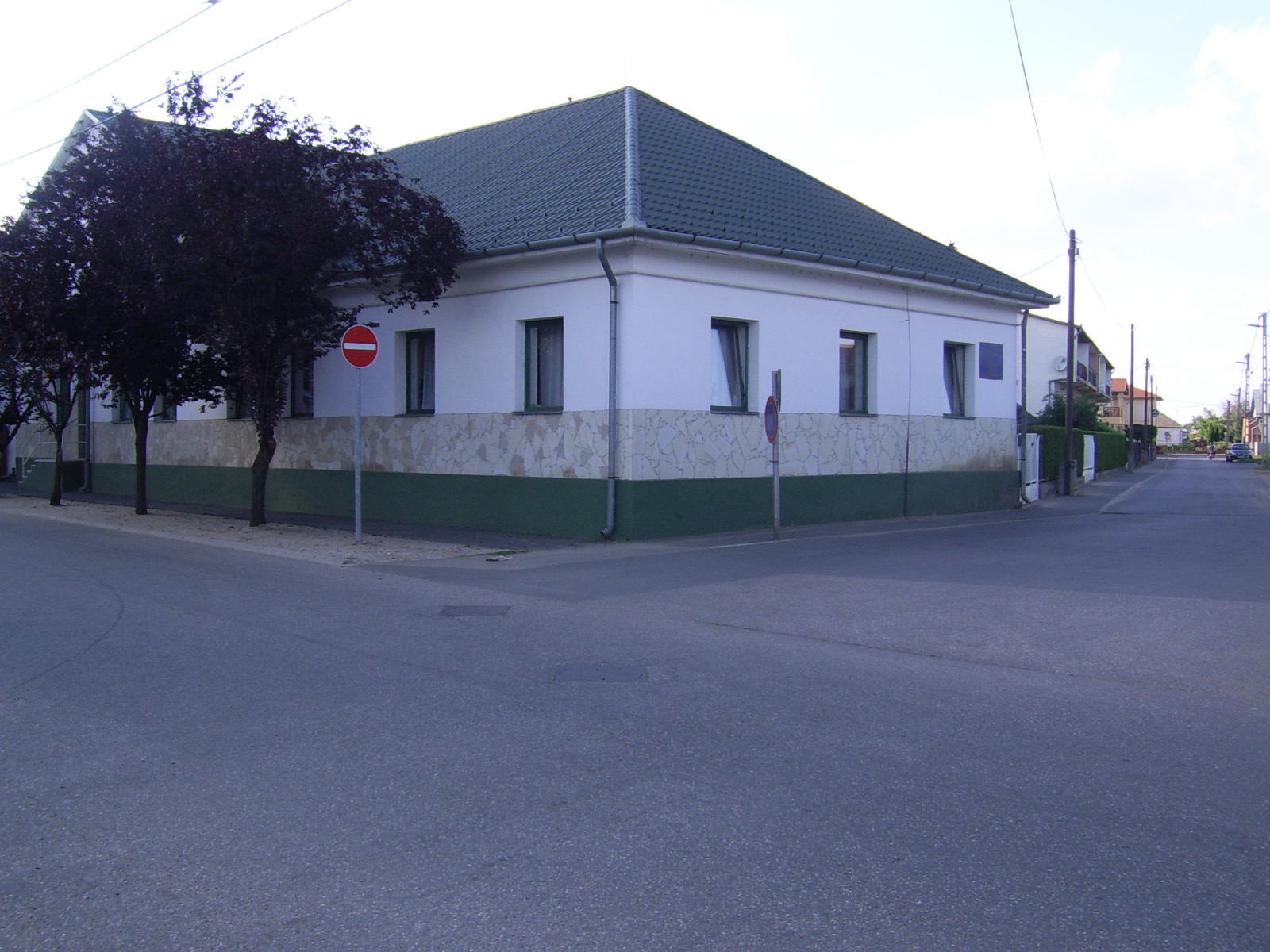
A Szent Miklós Szeretetotthon és Menedékház (Fő utca 33.)
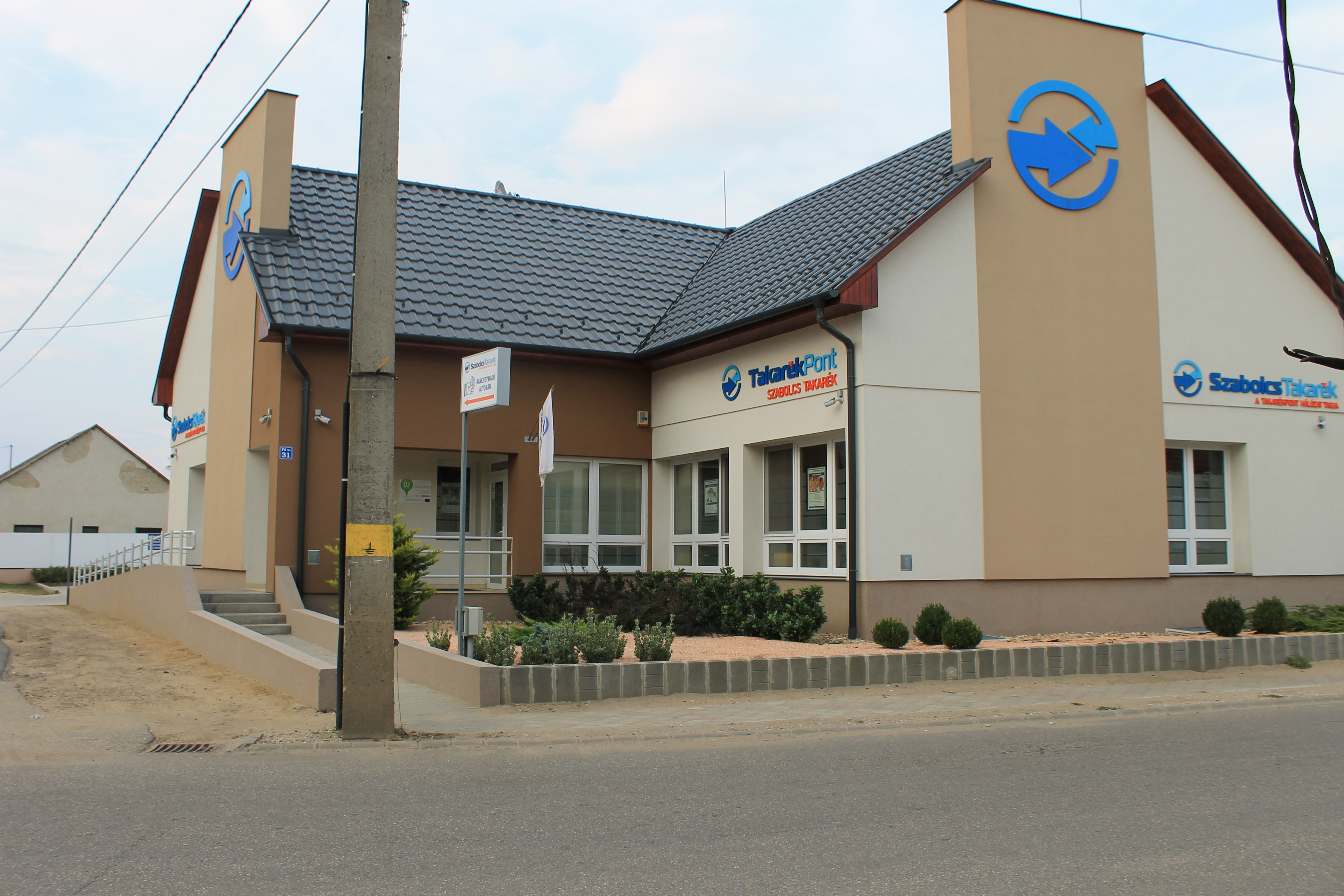
Az egykori Tiszántúli Takarék épülete, ma MBH bankfiók (Fő utca 31.)